# 华金·梅尼尼
华金·梅尼尼（西班牙語：Joaquín Menini，1991年8月18日—），阿根廷男子曲棍球运动员。他曾代表阿根廷国家队参加2016年夏季奥林匹克运动会男子曲棍球比赛，获得一枚金牌。